# Cryptodromiopsis plumosa
Cryptodromiopsis plumosa är en kräftdjursart som först beskrevs av Lewinsohn 1984.  Cryptodromiopsis plumosa ingår i släktet Cryptodromiopsis och familjen Dromiidae. Inga underarter finns listade i Catalogue of Life.